# Pachyerannis obliquaria
Pachyerannis obliquaria là một loài bướm đêm trong họ Geometridae.